# Шеромін
Шеромін (пол. Szeromin) — село в Польщі, у гміні Плонськ Плонського повіту Мазовецького воєводства.
Населення — 139 осіб (2011).
У 1975-1998 роках село належало до Цехановського воєводства.

## Демографія
Демографічна структура станом на 31 березня 2011 року:
|          | Загалом | Допрацездатний вік | Працездатний вік | Постпрацездатний вік |
| -------- | ------- | ------------------ | ---------------- | -------------------- |
| Чоловіки | 79      | 16                 | 55               | 8                    |
| Жінки    | 60      | 10                 | 38               | 12                   |
| Разом    | 139     | 26                 | 93               | 20                   |